# Karl Spazier
Johann Gottlieb Karl Spazier (* 20. April 1761 in Berlin; † 19. Januar 1805 in Leipzig; Pseudonym: Karl Pilger, auch Carl) war Sänger, Hofmeister und Lehrer am Philanthropin in Dessau, Professor, Hofrat, Lehrer an einer Handelsschule in Berlin, Autor, Liedkomponist und Publizist.

## Leben
Karl Spazier wurde in Berlin aus einer zur mährischen Brüdergemeinde gehörigen Familie geboren und wuchs dort auf. Er besuchte dort die Heckersche Realschule und das Berlinische Gymnasium zum Grauen Kloster. Er interessierte sich für Philosophie, Literatur und Musik.
Obwohl er keine tiefergehende musikalische Ausbildung erhalten hatte, wirkte er in seiner Jugend als Konzert- und Kirchensänger in Berlin (Diskantist). Später sang er am Hof von Prinz Heinrich in Rheinsberg französische Opern.
In Halle studierte er Theologie und Philosophie. Ausgangspunkt seiner philosophischen Arbeiten war der zu dieser Zeit dominierende Wolffianismus, noch in Halle wandte er sich aber dem Sensualismus und dem Materialismus zu.
Von 1784 bis 1787 wurde Spazier Lehrer und Aufseher am Philanthropin in Dessau, seine Erfahrungen fasste er in der Schrift „Einige Bemerkungen über deutsche Schulen, besonders über das Erziehungsinstitut in Dessau“ zusammen.
Er begleitete den Dessauer Zögling Baron von Mengden (Violinvirtuose) auf die Universität zu Halle und Göttingen. Dann wurde er Schriftsteller in Halle mit vorwiegend philosophischem Schwerpunkt. Er wurde 1787 in der Churfürstlich Mayntzischen Academie nützlicher Wissenschaften aufgenommen. Er nahm einen Ruf als Professor der Philosophie in Gießen an, den er jedoch nach Anfeindungen und auf Druck der Theologischen Fakultät wegen zu freimütiger Schriften vor Antritt wieder aufgeben musste. Darauf lebte er in der Grafschaft Mark in Westfalen und unternahm Reisen durch Deutschland, Dänemark, Holland, Schweiz und Teile Italiens als Begleitung eines westfälischen Grafen.
In Neuwied am Rhein wurde er um 1791 Professor und schließlich Hofrat des Fürsten von Neuwied. Nach dem Tod des Fürsten zog er nach Berlin und wurde Mitdirektor der Dr. Schulzschen Handelsakademie und lehrte Deutsche Sprache und Schöne Wissenschaften, musste dies nach zwei Jahren aus gesundheitlichen Gründen wieder aufgeben. 1793 gründete Spazier die Berlinisch musikalische Zeitung, die er bis 1794 herausgab.
Im Jahr 1796 erhielt er von der philosophischen Fakultät Halle das Doktordiplom. Er zog einige Jahre später nach Dessau und wurde Mitdirektor der Olivierschen Erziehungsanstalt und begleitete vermutlich das 1797 neu errichtete Hofschauspiel. Im Jahr 1796 oder 1797 heiratete er Johanne Caroline Wilhelmine, geb. Mayer.
Er übernahm die Redaktion der Zeitung für die elegante Welt und zog deshalb im Oktober 1800 mit seiner Familie nach Leipzig. Im Jahr 1805 starb er nach kurzer Krankheit und hinterließ seine Witwe mit vier kleinen Kindern, darunter Richard Otto Spazier. Gerber bezeichnete Karl Spazier als „einen der beliebtesten deutschen Schriftsteller“.

## Werke

### Schriften
- Karl Spazier: Anti-Phädon oder Prüfung einiger Hauptbeweise für die Einfachheit und Unsterblichkeit der menschlichen Seele. In Briefen, Crusius, Leipzig 1785.[9]
- Karl Spazier: Einige Bemerkungen über deutsche Schulen. Bes. über das Erziehungs-Inst. in Dessau. Crusius, Leipzig 1786[4]
- Karl Spazier: Freymüthige Gedanken über die Gottesverehrungen der Protestanten. Von Karl Spazier, der Churmainz. Akademie der Wissenschaften Mitglied. Ettinger, Gotha 1788[10]
- Karl Spazier: Wanderungen durch die Schweiz, Ettingersche Buchhandlung, Gotha 1790[11]
- Karl Spazier: Das Theater der Religionen oder Apologie des Heidenthums., Athen/Leipzig 1791[12]
- Karl Spazier: Versuch einer kurzen und faßlichen Darstellung der teleologischen Principien – ein Auszug aus Kants Kritik der teleologischen Urtheilskraft. Johann Ludwig Gehra, Neuwied 1791[13]
- Karl Spazier: Beytrag zur Erziehung und Bildung des Kaufmanns in einer Darstellung der Berl. Handlungs- und Bürgerschule. Einladungsschrift zum Michaelisexamen., Berlin 1791[1]
- Karl Spazier: Ueber die Macht früher Gewohnheit. Eine Rede für Jünglinge. Zum Schluß der öffentlichen Prüfung der Zöglinge der Berlin. HSch. im Gorsicaischen Säle gehalten. Acad. Kunst- und Buchhdlg., Berlin 1791[1]
- Karl Spazier: Der neue Origenes. Berlin 1792, (Nachdruck ISBN 3-598-52781-0)
- Karl Spazier: Carl Pilger's Roman seines Lebens. Von ihm selbst geschrieben ; ein Beitrag zur Erziehung und Kultur des Menschen. 3 Bände, Verl. d. Königl. Preuss. Akad. Kunst- u. Buchh., Berlin 1792–1796, (Nachdruck ISBN 3-598-52781-0)
- Karl Spazier: Entmannung aus Religionsschwärmerey: Eine neuere merkwürdige Geschichte ; Erzählt und mit einer Abhandlung über die Quellen und Gefahren der Schwärmerey begleitet. Verl. der Kön. Preuß. Akad. Kunst- und Buchh., Berlin 1796 (Neuauflage des Werks Der neue Origenes)[14]
- Karl Spazier: Ueber Kants Kritik der Urtheilskraft. Neue Auflage.Johann Ludwig Gehra, Neuwied 1798[15]
- Denis Diderot’s Erzählungen. Übersetzt von Karl Spazier. Keil, Magdeburg 1799[16]

### Herausgeberschaften
- Berlinische Musikalische Zeitung. Historischen und kritischen Inhalts., Im Verlage der Neuen Musikhandlung, Berlin, 1794.[17]
- Etwas über Gluckische Musik und die Oper Iphigenia auf Tauris auf dem Berlinischen Nationaltheater, Berlin 1795[18]
- Karl Adolf Zumbach: Das Theater der Religion oder Die Apologie der natürlichen Religion. Hrsg. Karl Spazier, Coblenz 1798[19]
- André-Ernest-Modeste Grétry: Gretry's Versuche über die Musik : im Auszuge und mit kritischen und historischen Zusätzen (Originaltitel Mémoires ou essais sur la musique). Hrsg. Johann Gottlieb Karl Spazier, Breitkopf und Härtel, Leipzig 1800[20]
- Karl von Dittersdorf: Karl von Dittersdorfs Lebensbeschreibung seinem Sohne in die Feder diktirt. Hrsg. Karl Spazier, Breitkopf & Härtel, Leipzig 1801[21]
- Zeitung für die elegante Welt. Hrsg. Karl Spazier (später: August Mahlmann, Karl Ludwig Methusalem Müller, Heinrich Laube); Janke, Berlin 1801–1859 (Erscheinen eingestellt)

### Musik
- Lieder und Gesaenge am Klavier / in Musik gesezt von J. Karl Gottlieb Spazier. Halle 1781[22]
- Groß ist Gott, Leipzig 1785[23]
- Karl Spazier: Zwanzig vierstimmige Chöre im philantropinischen Betsale gesungen. Crusius, Leipzig 1785[24]
- Karl Spazier: Rosaliens Klagen eine Kantate, Hoffmann, Hamburg und Leipzig 1785[25]
- Karl Spazier: Sammlung erbaulicher Lieder bey Leichenbegräbnissen. Zittau & Leipzig 1788.[26]
- Carl Spazier: Einfache Clavierlieder, 1. Heft., Berlin 1790[27]
- Domenico Cimarosa: Der Direkteur in der Klemme. Ein komisches Singspiel in zwei Aufzügen. (Originaltitel L’impresario in angustie, „Von Pilger nach dem Italienischen frei bearbeitet“). Übersetzt von Karl Spazier, Langen, Köln 1791[28]
- Karl Spazier: Lieder und andere Gesänge für Freunde einfacher Natur. Neuwied und Leipzig 1792[29]
- Karl Spazier: Zwey Lieder in Musick gesetzt ... no. 3. Offenbach André, 1793[30]
- Karl Spazier: Melodieen zu Hartungs Liedersammlung. Zum Gebrauch für Schulen, und zur einsamen und gesellschaftlichen Unterhaltung am Klavier. Bei G.A. Lange, Berlin, 1794.[31]

Ohne Jahresangabe
- Die Feier-am Grabe des Menschen- freundes kompenirt von Carl Spazier.[32]
- Johann Heinrich Voß (Text), Karl Spazier (Melodie): Wie hehr im Glase blinket (auch: Trommellied)[33]
- Claudius (Text), Karl Spazier (Melodie): Stimmt H an mit hellem hohen Klang[34]
- Gleim (Text), Karl Spazier (Melodie): Rosen pflücken, wenn sie blühn[35]
- Karl Spazier: LIEDER einsamer und gesellschaftlicher Freude Componirt und dem Hochgebohrnen Freyherrn Herrn Carl Ludwig von Mengden Ehrfurchtsvoll zugeeignet von Carl Spazier.[36]
- Karls Spazier: LIEDER AM KLAVIER in Musik gesezt und der Frau Präsidentin von Schewe in Berlin ehrerbietig zugeeignet von Karl Spazier.[37]

### Weitere
- Saepius ventis agitatur…[38]
- Fritz Adolf Hünich; Georg Witkowski: Gesicht und Arsch…, Stadelmann-Gesellschaft, Schriften, 5. Bd., Spamersche Buchdruckerei, Weimar/Leipzig 1923: „Reproduktion einer auf Goethes Anregung (wahrscheinlich von Hans Heinrich Meyer) hergestellten ’Visitenkarte’ für Karl Spazier“[39]
- Hermann Gilow, Karl Spazier: Karl Spaziers Tagebuch 1781-1783. Weidmann, Berlin 1911.[40]